# Ústřední muzeum vojenského letectva
Ústřední muzeum vojenského letectva (rusky Центральный музей Военно-воздушных сил) je muzeum ruského letectví nacházející se městě Monino, asi 35 km východně od Moskvy. Má status federální státní kulturní organizace (rusky Федеральное государственное учреждение культуры). Založeno bylo 28. listopadu 1958, pro návštěvníky otevřelo své brány 23. února 1960.
V muzeu je možné vidět bohatou sbírku letadel i vrtulníků jak civilních, tak vojenských. Nechybí ani letecká výzbroj, nástroje, uniformy a umělecká díla. Samostatná expozice představuje zahraniční letadla druhé světové války. Muzejní exponáty jsou vystaveny pod širým nebem, ve dvou hangárech a šesti sálech. Každoročně muzeum navštíví přes 150 tisíc lidí.